# Główczyce (województwo opolskie)
Główczyce (dodatkowa nazwa w j. niem. Glowtschütz) – wieś w Polsce położona w województwie opolskim, w powiecie oleskim, w gminie Dobrodzień.
W latach 1975–1998 miejscowość administracyjnie należała do województwa częstochowskiego.

## Części wsi
| SIMC    | Nazwa     | Rodzaj    |
| ------- | --------- | --------- |
| 0131104 | Wygoda    | część wsi |
| 0131110 | Wystrzyca | część wsi |

## Nazwa
Nazwa miejscowości notowana była w formach Glowacz (ok. 1300), Głowczyce (1559), Glowczyce (1679), Glowzitz (1743), Glowz auch Glowschuͤz (1783), Glowczütz, Głowczyce (1845), Głowczyce (Glowtschütz) – Eichwege (1939), Eichwege – Główczyce, -yc, główczycki (1947). 
Nazwa wywodzi się od nazwy osobowej Głowacz, wtórnie od nazwy Głowka, i została utworzona przez dodanie przyrostka -ice. W języku niemieckim przyjęła ona formę Glowtschütz, będącą adaptacją fonetyczną nazwy polskiej. W 1936 roku administracja III Rzeszy przemianowała wieś na Eichwege.

## Historia
Od XIX w. do 1941 r. na wizerunku pieczęci gminnej widniał młot w słup.